# Okkernootviltmijt
De okkernootviltmijt of walnootgalmijt (Aceria erinea syn. Eriophyes erineus) is een mijt die behoort tot de familie van de Eriophyidae. De mijten overwinteren in de knoppen van de walnoot en tasten direct na het uitlopen het blad aan.
De walnootgalmijt veroorzaakt verhogingen ("gallen") op het blad van de walnoot. Op de bovenkant van het blad zitten rupsvormige, 1-2,5 cm lange verhogingen. Op de onderzijde van het blad zitten onder de verhogingen holtes met vele lichtbruine haartjes. Tussen deze viltige haartjes leven de minder dan 0,1 mm grote viltmijten.

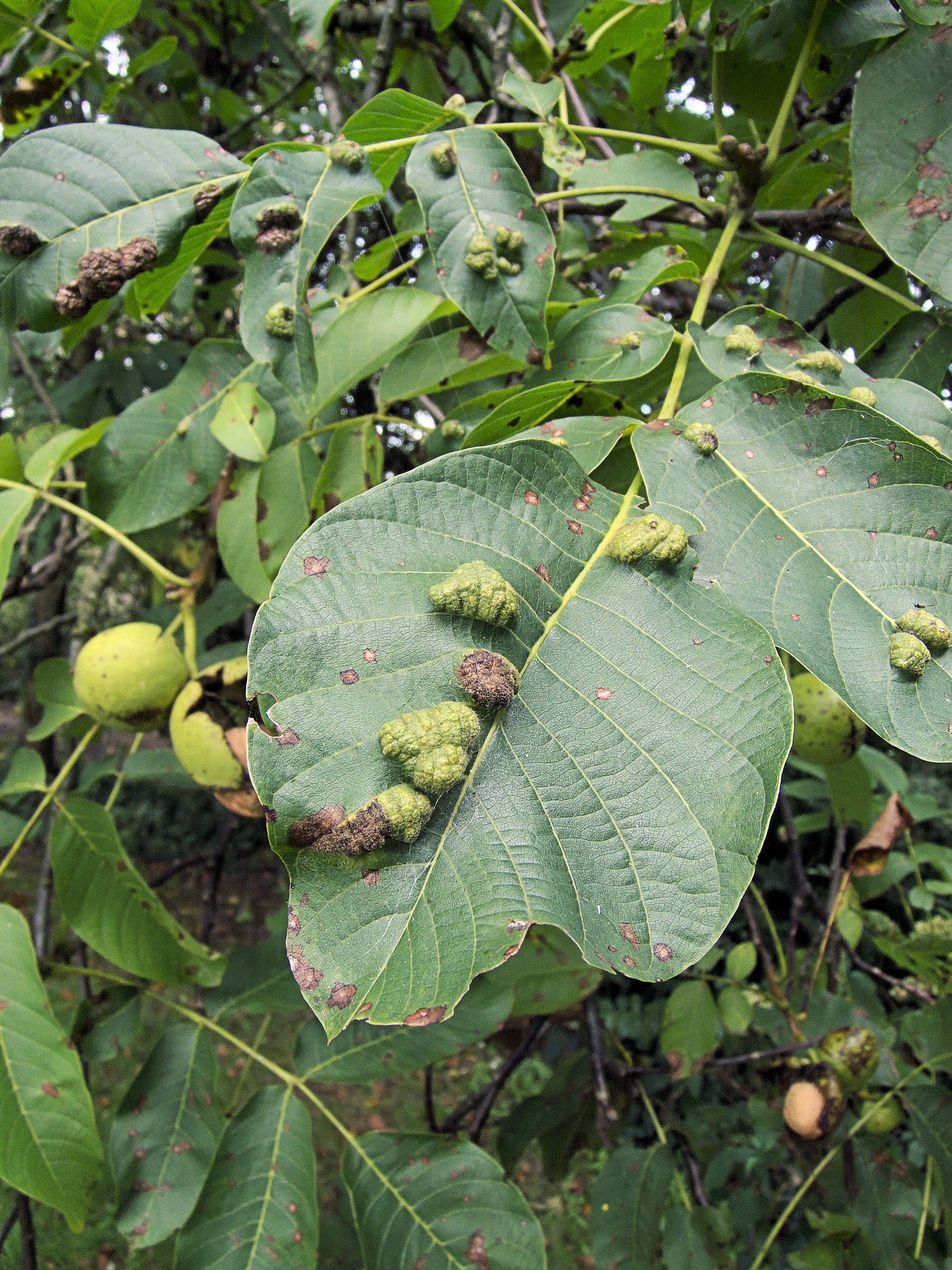
"Gallen" van okkernootviltmijt